# Sidi Aïch
Sidi Aïch (o Sidi-Aich) è un comune dell'Algeria, situato nella provincia di Béjaïa.